# Caronno Corbellaro

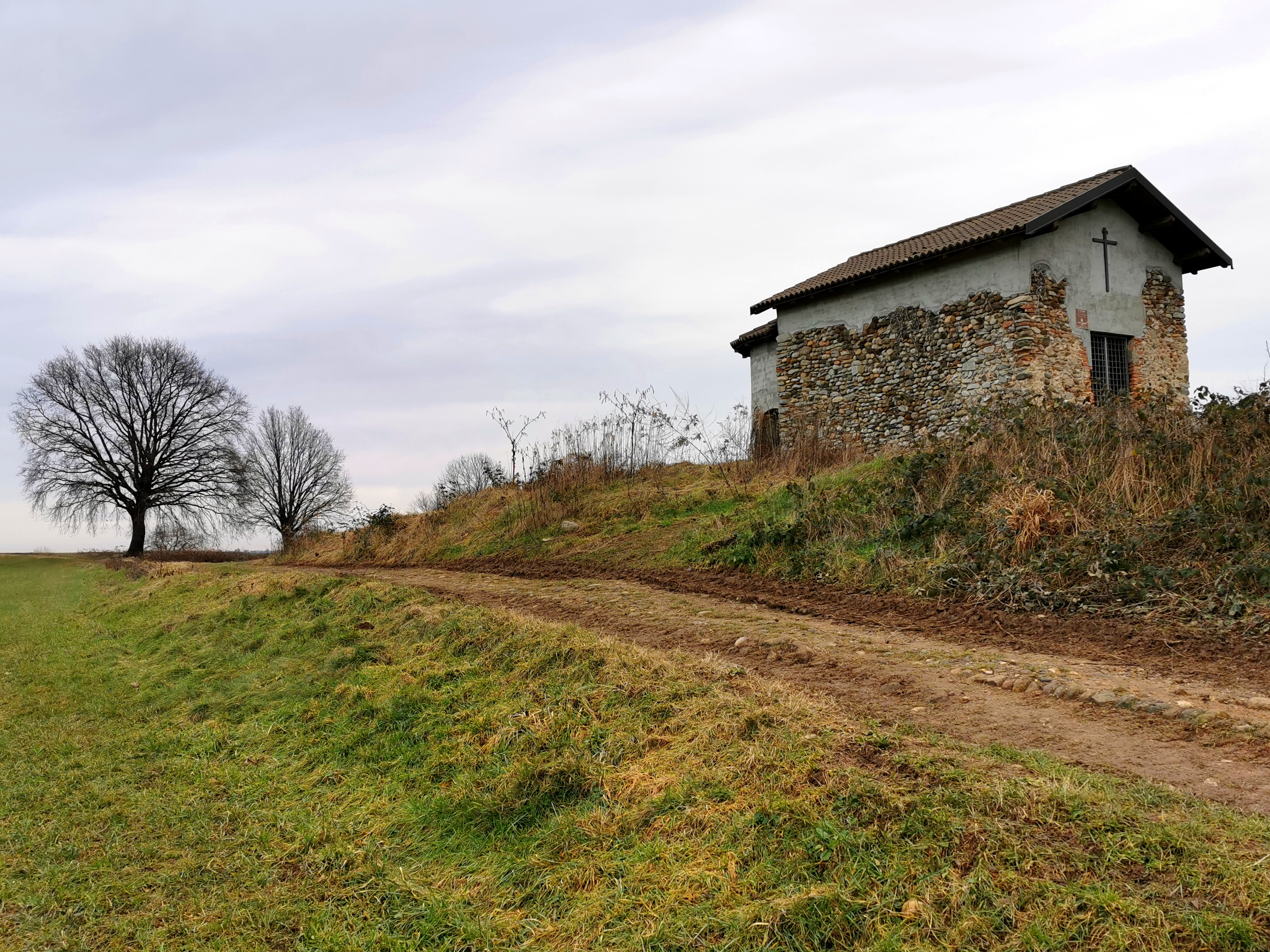
Chiesa di San Nazaro

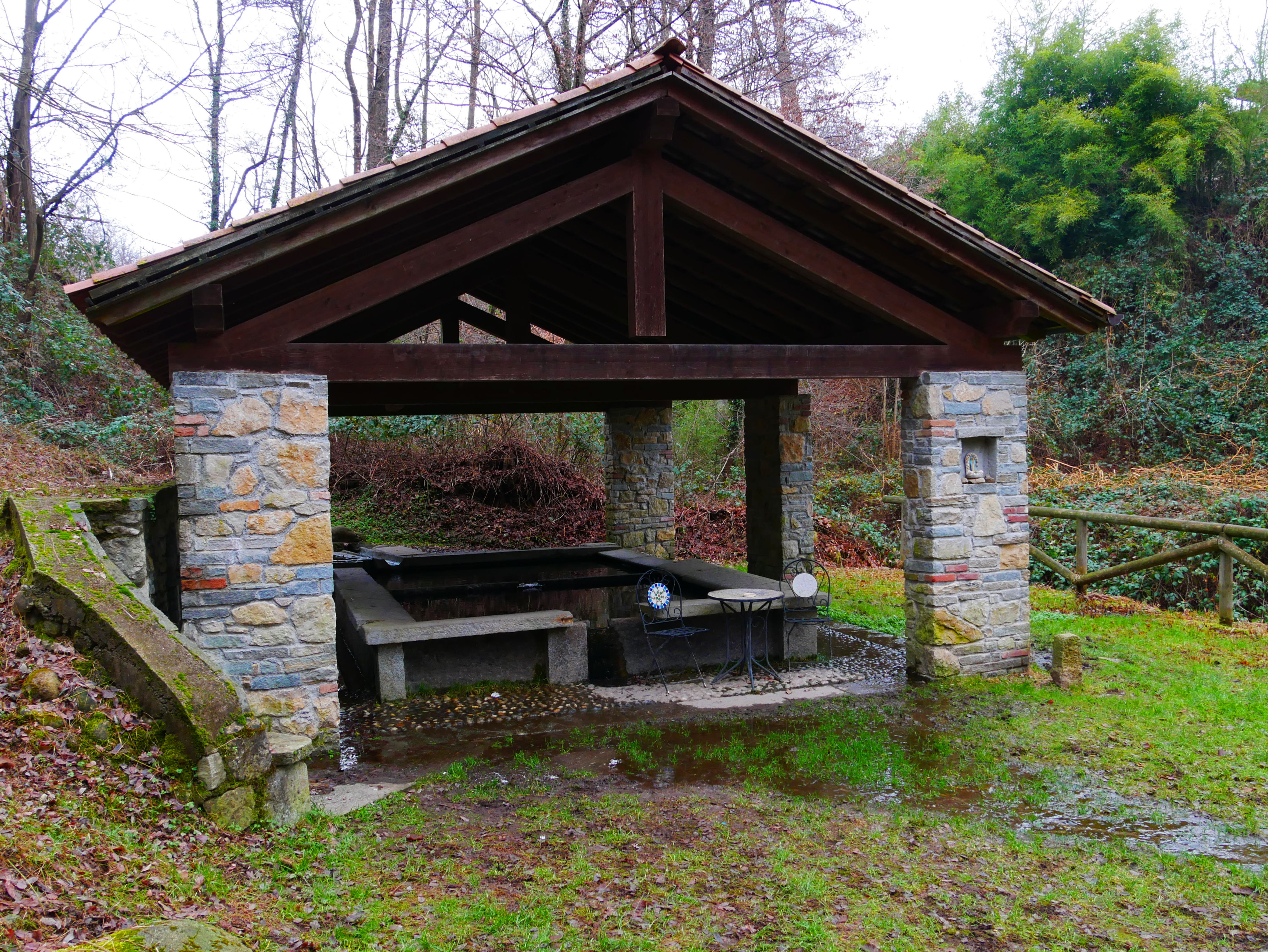
Il lavatoio di Caronno Corbellaro

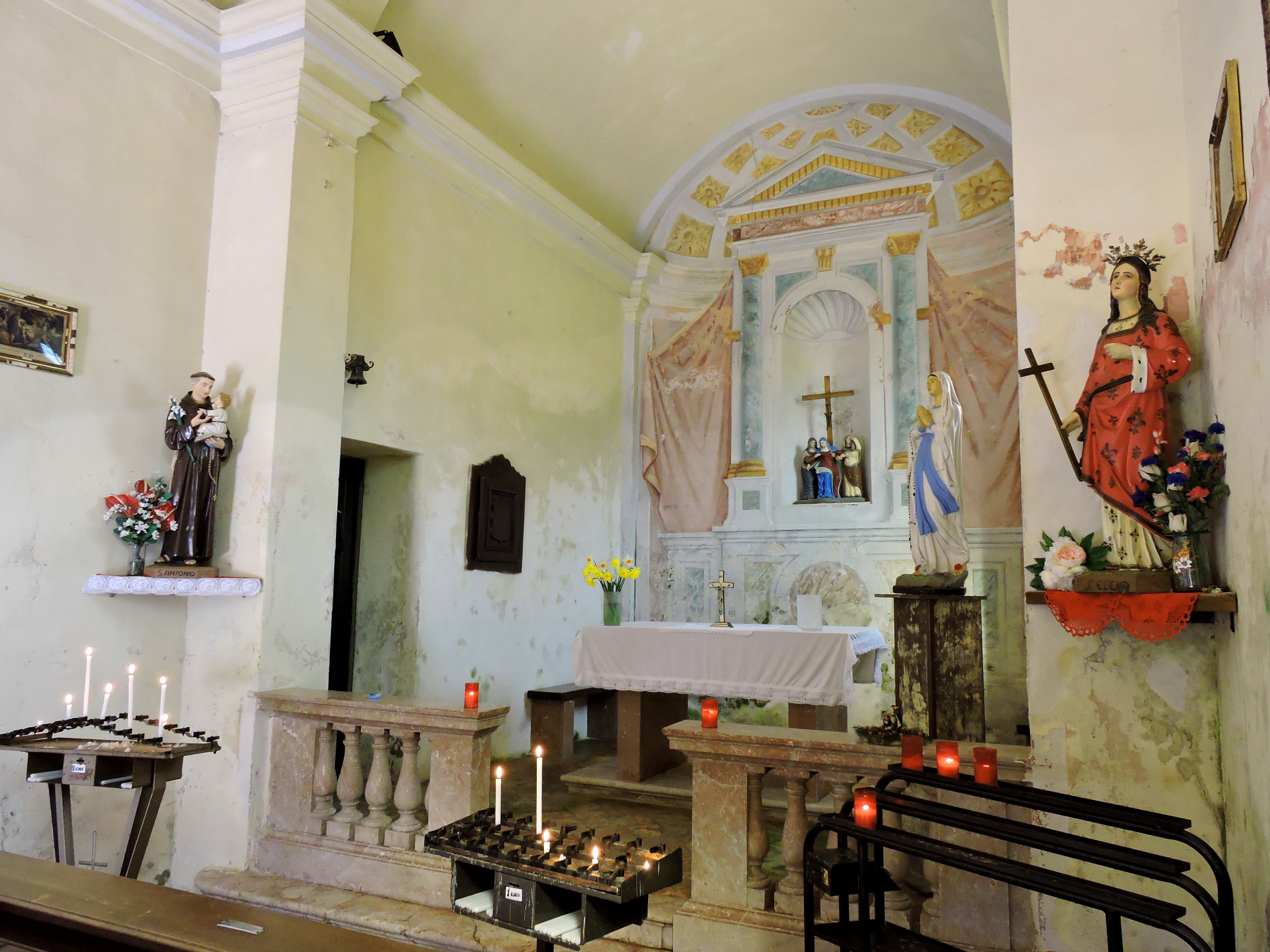
Interno della chiesa di Santa Croce

Caronno Corbellaro (Carònn Corbellee in dialetto varesotto) è una frazione del comune italiano di Castiglione Olona in provincia di Varese, posta a nordovest del centro abitato in posizione isolata all'interno del parco Rile Tenore Olona.

## Storia
Località di antica origine inserita nella pieve di Castelseprio, il comune di Caronno Corbellaro entrò nel 1786 a far parte della nuova provincia di Gallarate (denominata dall'anno successivo "provincia di Varese"); dal 1791, con la soppressione della provincia, passò sotto la provincia di Milano.
Con la creazione della Repubblica Cisalpina (1797), Caronno fece parte dell'effimero dipartimento del Verbano e, dal 1798, del dipartimento d'Olona. Nel 1801 passò al dipartimento del Lario.
Nel 1809 il comune di Caronno Corbellaro, che all'epoca contava 98 abitanti, venne aggregato al comune di Castiglione; fu ripristinato nel 1816, alla creazione del Regno Lombardo-Veneto.
All'Unità d'Italia (1861) il comune di Caronno Corbellaro contava 122 abitanti.
Nel 1927 il comune di Caronno Corbellaro venne nuovamente aggregato al comune di Castiglione Olona.
A nord della frazione, si estende un grande pianoro utilizzato a tutt'oggi per coltivazioni e pascoli. Dentro di esso, vi sorgono la chiesetta romanica di San Nazaro ed il piccolo cimitero storico, risalenti rispettivamente al XII secolo e X secolo; all'inizio del XX secolo, il cimitero venne modificato con l'abbattimento del suo vecchio oratorio per la realizzazione della cappella della nobil famiglia Parrocchetti Piantanida, trasferiti altrove negli anni '60 a seguito della dismissione del medesimo camposanto.
La chiesa di Santa Croce, che si affaccia sulla piazza principale di Caronno Corbellaro, ha origini molto antiche e già alla fine del XIII secolo ne è citata l'esistenza. È un piccolo edificio con aula unica rettangolare coperta da volta a botte; sul lato sinistro della facciata sorge il campanile con meridiane. Dietro l’altare c’è una nicchia nella quale è collocata una piccola scultura raffigurante le tre Marie che ritornano dal Calvario.

## Società

### Evoluzione demografica
Abitanti